# Slag bij Königgrätz
De Slag bij Königgrätz of Slag bij Sadowa werd in juli 1866 nabij de Boheemse plaatsen Sadová (Sadowa) en Hradec Králové (Königgrätz) uitgevochten tussen Oostenrijk en Pruisen. Het was de belangrijkste veldslag uit de Duitse Oorlog. De Pruisische zege beslechtte de oorlog en betekende dat de Klein-Duitse richting kon worden doorgezet ten koste van Oostenrijk-Hongarije, wiens prestige zich nooit echt heeft hersteld van deze nederlaag.

## Vooraf

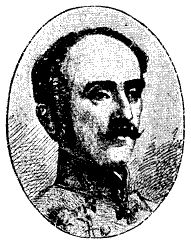
Ludwig von Benedek, uit het Nordisk familjebok

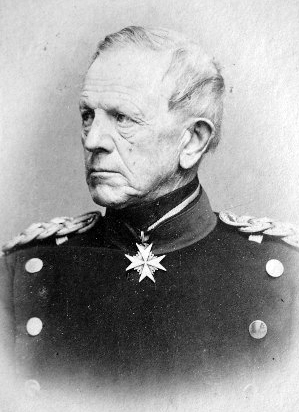
Helmuth von Moltke

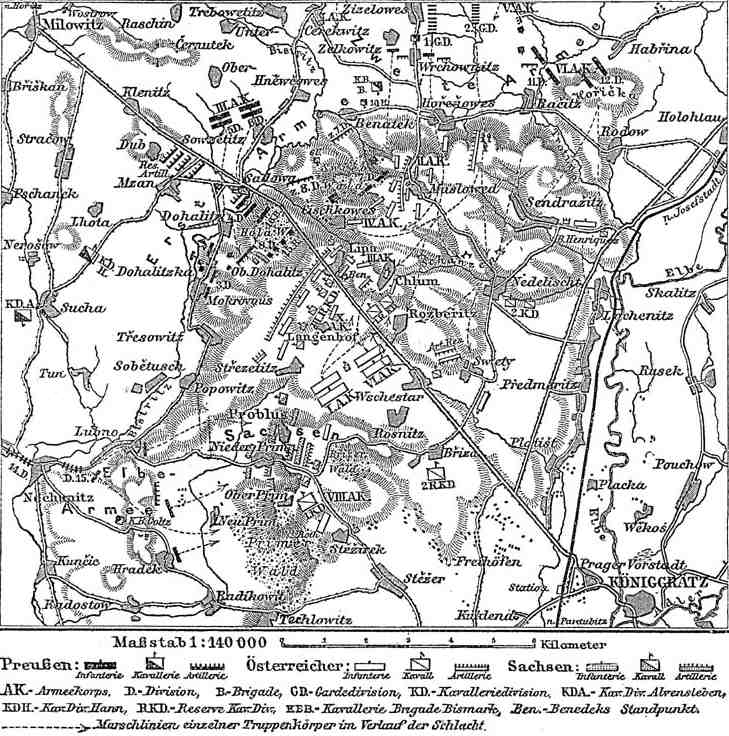
Kaart van de Slag bij Sadowa

De annexatie van Sleeswijk en Holstein, na de Pruisische overwinning van de Tweede Duits-Deense Oorlog in 1864, noodzaakte Oostenrijk ertoe een bondgenootschap aan te gaan met Beieren, Saksen en Hannover. Dit was nodig om de verdere uitbreiding van het Pruisische grondgebied tegen te gaan en een tegengewicht te vormen voor het bondgenootschap tussen Pruisen en Italië.
Er vonden nog drie pogingen om tot een onderhandelde vrede te komen plaats, in Schönbrunn in 1864, in Gastein in 1865 (waarbij werd besloten tot de deling van Sleeswijk-Holstein tussen Pruisen en Oostenrijk) en een ultieme poging in Wenen door de Missie Gablenz in 1866.
Een oorlog tussen beide allianties zou daarna niet lang op zich laten wachten. In juni van 1866 mobiliseerde generaal Helmuth von Moltke de troepen in Bohemen. Met behulp van zijn goede planning en zijn uitstekend spoorwegennet verdeelde hij zijn 3 legers over een zone van om en bij de 500 km. De Oostenrijkers waren veel langzamer in het verplaatsen van hun troepen en werden overrompeld door de Pruisen. Hun aanvoerder, Ludwig von Benedek, slaagde er uiteindelijk toch in zijn troepen te centraliseren tussen Sadowa en Königgrätz. Hij had zijn sporen verdiend tijdens de Slag bij Solferino door de nederlaag van het Oostenrijkse leger te verhinderen. Omdat hij inzag dat een overwinning op Pruisen nu zo goed als onmogelijk was, had hij keizer Frans Jozef I van Oostenrijk gevraagd om vrede te sluiten met de koning van Pruisen, Wilhelm I. Dit werd door de keizer afgewezen. Moltke moest daarentegen een snelle overwinning behalen om te vermijden dat Frankrijk zich zou mengen in het geschil.

## De Slag
De opstelling van de Oostenrijkers deed meer denken aan een 18e-eeuwse oorlogvoering dan aan de 19e-eeuwse: zij stelden zich op met hun rug naar de Elbe, hun rechterflank op de lager gelegen gronden en hun linkerflank werd quasi onbeschermd gelaten. De reservetroepen bevonden zich veel te dicht bij de hoofdmacht en de rivier zou een terugtrekking bemoeilijken tot zelfs onmogelijk maken. De opstelling was ook ideaal om omsingeld te worden. Zijn leger bestond daarbij nog eens voor meer dan de helft uit Slaven die niet veel interesse hadden in wie dit deel van Europa beheerste. Moltke kreeg de positie van het Oostenrijkse leger van zijn verkenners op 2 juli. Hij besloot de volgende ochtend met zijn volledige 3 legers aan te vallen. Zijn cavalerie moest beletten dat de Oostenrijkers zich zouden terugtrekken. Hij was ervan overtuigd dat hij de vijand, die ongeveer even groot was, zou kunnen verslaan. Doordat het telegram van de geplande aanval het Tweede Leger niet bereikte, bleef dat ter plaatse. De ochtend van de 3e juli konden de Oostenrijkers, door middel van hevige artilleriebeschietingen, het Pruisische Eerste en Derde Leger op afstand houden. De Pruisen konden wel een bebost terrein, het Swiepwald, veroveren. Op het eerste gezicht een onbelangrijke verovering ware het niet dat de Oostenrijkers het gebied wilden heroveren. Ze trokken ten aanval maar botsten op een muur van liggende, zich aan het zicht onttrekkende Pruisische infanteristen. De Oostenrijkers kregen er de gehele voormiddag van langs maar weigerden het bos op te geven. Het Tweede Leger was ondertussen toch aangekomen op het slagveld. Maar dit wisten de Oostenrijkers niet. Het Tweede Leger trok op naar de Oostenrijkse rechterflank en bereikte die rond 2 uur. Het trok op naar de troepen die eerder hadden getracht Swiepwald te heroveren. Toen het Eerste Leger het Oostenrijkse centrum kon bezighouden, was de rechterflank een makkelijk doelwit voor het Tweede Leger. De flank viel snel en de Oostenrijkers moesten zich, onder dekking van tegenaanvallen, terugtrekken. Het leger was gered maar ze hadden er toch een hoge prijs voor betaald.

## Gevolgen
Na de verpletterende Pruisische overwinning proclameerde Napoleon III de gewapende bemiddeling van Frankrijk en dwong zo Pruisen tot het sluiten van een snelle vrede om te voorkomen dat Frankrijk gewapend zou tussenkomen in het conflict. In de daaropvolgende Vrede van Praag van 23 augustus 1866, die een einde maakte aan de Duitse Oorlog, was de rol van Oostenrijk als spil van de Weense Wereldorde uitgespeeld. De Noord-Duitse Bond (1866) en de dubbelmonarchie Oostenrijk-Hongarije (1867) ontstonden. Pruisen kon Sleeswijk-Holstein, Hannover, Keur-Hessen, Hessen-Nassau en vrije rijksstad Frankfurt annexeren.
De Pruisische overwinning betekende ook het einde van de Frans-Pruisische Entente en zou leiden tot de Frans-Duitse Oorlog van 1870-1871. "Wraak voor Sadowa" was na 1866 een veelgehoorde leus in de Franse politiek.
Naar aanleiding van de overwinning schreef Gottfried Piefke in 1866 de Königgrätzer Marsch.